# Kruidenwijk (Almere)
De Kruidenwijk is een wijk in de Nederlandse stad Almere en maakt deel uit van stadsdeel Almere Stad West. Op 1 januari 2023 telde de wijk 7.930 inwoners, verdeeld over 3.372 woningen, op een oppervlakte van 2,35 km².
Kruidenwijk is gebouwd in de periode 1985 - 1989 en ligt ten noorden van het Beatrixpark en ten noordwesten aan de Staatsliedenwijk. Zoals de naam al suggereert, zijn de straatnamen grotendeels afgeleid van verschillende kruiden.
In de wijk bevinden zich vooral veel rijtjeshuizen, waarvan het merendeel koopwoningen. De Specerij is een klein gedeelte met vrijstaande woningen. Aan de oostkant grenst de wijk aan bedrijventerrein Markerkant. Over het algemeen wordt de Kruidenwijk als een van de meest groene wijken van Almere gezien.
In regio 1314 van de Kruidenwijk woonden op 30 september 2007 5910 mensen, waarvan 2270 met ten minste één ouder die in een 'niet-westers' land is geboren.
Er zijn twee kernen met een supermarkt en een bushalte. Verder beschikt de wijk over twee basisscholen.

## Openbaar vervoer
Kruidenwijk wordt doorsneden door een busbaan en heeft daaraan drie bushaltes waar de volgende buslijnen stoppen:
- Kruidenwijk Oost  M3   M6   N22
- Kruidenwijk West  M3   M6   N22
- Beatrixpark  M3   M6   N22

### Metrobussen
| Lijn | Lijn                | Route                            | Via                                                           | Opmerkingen |
| ---- | ------------------- | -------------------------------- | ------------------------------------------------------------- | ----------- |
| M3   | Muziekmetro         | Station Centrum - Componistenpad | Staatsliedenwijk, Kruidenwijk, Muziekwijk, Station Muziekwijk |             |
| M6   | Noorderplassenmetro | Station Centrum - Noorderplassen | Staatsliedenwijk, Kruidenwijk                                 |             |

### nightGo
| Lijn | Route                                           | Via | Opmerkingen                    |
| ---- | ----------------------------------------------- | --- | ------------------------------ |
| N22  | Almere, Station Buiten - Amsterdam, Leidseplein | Almere Buiten (Bloemenbuurt, Faunabuurt, Landgoederenbuurt), Almere Stad (Tussen de Vaarten, Sallandsekant, Danswijk, Parkwijk, Station Parkwijk, Parkwijk, Filmwijk, Flevoziekenhuis, Station Centrum, Staatsliedenwijk, Kruidenwijk, Muziekwijk, Station Muziekwijk, Componistenpad, Station Muziekwijk, Literatuurwijk, Hogekant), Almere Poort (Middenkant, Homeruskwartier, Columbuskwartier, Europakwartier, Station Poort), Muiden (P+R), Amsterdam (Brinklaan, Middenweg, Amstelstation) | Rijdt alleen op zaterdagnacht. |